# Liga Premier de Armenia 2016-17
La Liga Premier de Armenia 2016-17 fue la edición número 25 de la Liga Premier de Armenia. La temporada comenzó el 6 de agosto de 2016 y terminó el 31 de mayo de 2017. Alashkert se proclamó campeón.

## Formato
Los seis equipos participantes jugaron entre sí todos contra todos seis veces totalizando 30 partidos partidos cada uno, al término de las 30 fechas el primer clasicado obtuvo un cupo para la primera ronda de la Liga de Campeones 2017-18, mientras que el segundo y el tercer clasificado obtuvieron un cupo para la primera ronda de la Liga Europa 2017-18
Un tercer cupo para la primera ronda de la Liga Europa 2017-18 fue asignado al campeón de la Copa de Armenia.

## Equipos participantes
| Equipo    | Ciudad | Estadio                 | Capacidad |
| --------- | ------ | ----------------------- | --------- |
| Alashkert | Ereván | Alashkert Stadium       | 6.850     |
| Ararat    | Ereván | Estadio Hrazdan         | 54.208    |
| Banants   | Ereván | Banants Stadium         | 4.860     |
| Gandzasar | Kapan  | Gandzasar Stadium       | 3.500     |
| Pyunik    | Ereván | Yereván Academy Stadium | 1.428     |
| Shirak    | Gyumri | Gyumri City Stadium     | 2.844     |

## Tabla de posiciones
| Pos. | Equipo        | Pts. | PJ | G  | E | P  | GF | GC | Dif. | Clasificación 2017–18                 |
| ---- | ------------- | ---- | -- | -- | - | -- | -- | -- | ---- | ------------------------------------- |
| 1    | Alashkert (C) | 64   | 30 | 19 | 7 | 4  | 59 | 26 | +33  | Primera ronda de la Liga de Campeones |
| 2    | Gandzasar     | 57   | 30 | 17 | 6 | 7  | 38 | 24 | +14  | Primera ronda de la Liga Europa       |
| 3    | Shirak        | 53   | 30 | 16 | 5 | 9  | 31 | 24 | +7   | Primera ronda de la Liga Europa       |
| 4    | Pyunik        | 45   | 30 | 12 | 9 | 9  | 35 | 27 | +8   | Primera ronda de la Liga Europa       |
| 5    | Banants       | 21   | 30 | 5  | 6 | 19 | 18 | 44 | −26  |                                       |
| 6    | Ararat        | 12   | 30 | 3  | 3 | 24 | 17 | 53 | −36  |                                       |

Actualizado a los partidos jugados el 31 de mayo de 2017.
 Fuente: Soccerway
Notas:
1. ↑  Shirak Se clasifica a la Primera ronda de la Liga Europa 2017-18 tras ganar la Copa de Armenia.

## Resultados cruzados
Los clubes jugarán entre sí en seis ocasiones para un total de 30 partidos cada uno.
| Local \ Visitante | ALA | ARA | BAN | GAN | PYU | SHI |
| ----------------- | --- | --- | --- | --- | --- | --- |
| Alashkert         | —   | 1–3 | 3–0 | 0–0 | 0–0 | 1–1 |
| Ararat            | 1–2 | —   | 0–2 | 0–2 | 0–0 | 0–1 |
| Banants           | 0–3 | 1–0 | —   | 4–1 | 0–1 | 0–1 |
| Gandzasar         | 0–2 | 2–0 | 4–0 | —   | 1–0 | 0–1 |
| Pyunik            | 1–2 | 4–0 | 2–1 | 3–0 | —   | 0–0 |
| Shirak            | 2–2 | 1–0 | 0–1 | 1–0 | 3–1 | —   |

| Local \ Visitante | ALA | ARA | BAN | GAN | PYU | SHI |
| ----------------- | --- | --- | --- | --- | --- | --- |
| Alashkert         | —   | 4–1 | 4–1 | 0–4 | 0–0 | 3–0 |
| Ararat            | 0–3 | —   | 1–1 | 0–1 | 1–2 | 0–1 |
| Banants           | 1–2 | 0–0 | —   | 1–1 | 0–3 | 1–2 |
| Gandzasar         | 1–2 | 1–0 | 1–0 | —   | 2–0 | 1–0 |
| Pyunik            | 2–1 | 3–0 | 1–1 | 0–0 | —   | 0–2 |
| Shirak            | 0–0 | 2–0 | 1–0 | 1–2 | 0–1 | —   |

| Local \ Visitante | ALA | ARA | BAN | GAN | PYU | SHI |
| ----------------- | --- | --- | --- | --- | --- | --- |
| Alashkert         | —   | 3–1 | 2–0 | 1–2 | 3–3 | 3–1 |
| Ararat            | 1–4 | —   | 1–0 | 1–2 | 1–0 | 2–3 |
| Banants           | 0–3 | 2–1 | —   | 0–0 | 0–2 | 0–1 |
| Gandzasar         | 0–1 | 2–1 | 2–1 | —   | 1–1 | 3–2 |
| Pyunik            | 0–3 | 2–1 | 0–0 | 1–2 | —   | 0–2 |
| Shirak            | 0–1 | 1–0 | 1–0 | 0–0 | 0–2 | —   |

## Goleadores
Actualizado el 31 de mayo de 2017.
| Pos. | Jugador                 | Club      | Goles |
| ---- | ----------------------- | --------- | ----- |
| 1    | Mihran Manasyan         | Alashkert | 14    |
| 2    | Artak Yedigaryan        | Alashkert | 13    |
| 3    | Gegham Harutyunyan      | Gandzasar | 12    |
| 4    | Viulen Ayvazyan         | Shirak    | 8     |
| 4    | Claudir Marini Junior   | Gandzasar | 8     |
| 6    | Vardan Poghosyan        | Pyunik    | 6     |
| 6    | Artak Dashyan           | Alashkert | 6     |
| 6    | Zaven Leonovich Badoyan | Alashkert | 6     |
| 9    | Alik Arakelyan          | Pyunik    | 5     |
| 9    | Wal                     | Gandzasar | 5     |